# ヒューモス
株式会社ヒューモス（HUMOS）は、仙台市青葉区に本社を置く不動産業者。仙台市内での賃貸ビル、賃貸レジデンスなどを運営する。

## 歴史
- 1930年（昭和5年）：現在の宮城野区元寺小路169番地にて宮城竹三郎が「竹屋旅館」を開業。後にその息子の宮城宗男が別館として「竹屋別館」を運営。2館体制で旅館を営む。
- 1945年（昭和20年）7月10日：竹屋本館・別館ともに仙台空襲で焼失。
- 1949年（昭和24年）10月12日：現法人の前身会社となる「株式会社宮城ホテル」が宮城宗男を初代社長として設立。
- 1950年（昭和25年）11月：宮城ホテル本館開業。
- 1952年（昭和27年）11月：宮城ホテル新館開業。
- 1957年（昭和32年）青葉区東一番丁65に映画館「有楽座」を開業。
- 1965年（昭和40年）
  - 2月2日：子会社「宮城不動産」を設立。
  - 12月20日：有楽座を改築し、地上3階建てのアミューズメント施設「有楽会館」を開業。
- 1966年（昭和41年）6月10日：七十七銀行仙台駅前支店、アイエ書店仙台駅前店（2005年閉店）など[1]、をテナントに迎えた「宮城ビルディング」（現・ヒューモスファイヴ）開業。
- 1967年（昭和42年）：宮城ホテル本館閉鎖。
- 1973年（昭和48年）11月：有楽会館閉館。
- 1982年（昭和57年）4月：ams西武仙台店を核テナントとした「仙台駅前開発ビル」が開業。
- 1999年（平成11年）7月3日：CIを導入し、宮城ホテルを株式会社ヒューモスに、宮城不動産を株式会社ヒューモスファイブに変更。
- 2002年（平成14年）7月1日：ヒューモスとヒューモスファイブを合併し、新生「株式会社ヒューモス」となる。
- 2003年（平成15年）：「千代田生命泉中央駅ビル Swing」（現・泉中央駅ビル Swing）を取得。
- 2019年（令和元年）10月12日：会社創立70周年。

## 事業内容

### ビル事業
- 仙台駅前開発ビル（共同ビル）…仙台ロフトが現在の核テナント。
- ヒューモスファイヴ
- 泉中央駅ビル スウィング

### 賃貸レジデンス事業
- ヒューモスシエナ大和町
- Uni E'terna仙台角五郎

### 駐車場賃貸
- 三井のリパーク仙台本町1丁目第3
- 三井のリパーク仙台一番町3丁目第2
- 三井のリパーク仙台国分町1丁目第3

### 貸会議室
- 仙台駅前貸会議室
- 泉中央貸会議室